# Гаряча і гірка
«Гаряча і гірка» — другий студійний альбом українського музичного поп-рок-гурту «Таліта Кум». Виданий 2005 року.

## Про альбом
Альбом записувався на студії Олександра Пономарьова «З ранку до ночі». Запис, зведення та мастеринг здійснено директором студії Володимиром Григоровичем. Він також прописав усі клавішні партії. У записі альбому широко використовувалася симфонічна музика.
Презентація альбому відбулася у січні 2005 в київській кав'ярні «Кофіум».
З піснею «Лови мене» гурт брав участь у відборі на пісенний конкурс Євробачення 2005, що проходив у Києві.

### Перевидання
Новорічне перевидання альбому відрізняється святковим оформленням, додатковими бонусами та містить всередині постер із календарем на 2006 рік.

## Список композицій
Автор слів Юлія Міщенко. 
| #     | Назва                    | Тривалість |
| ----- | ------------------------ | ---------- |
| 1.    | «Гаряча і гірка»         | 4:27       |
| 2.    | «Що ти знаєш про дівчат» | 3:08       |
| 3.    | «Життя у мінорі»         | 4:39       |
| 4.    | «Гуляю»                  | 3:17       |
| 5.    | «Сльози»                 | 4:17       |
| 6.    | «Літай»                  | 3:55       |
| 7.    | «День народження»        | 3:20       |
| 8.    | «Лови мене»              | 4:10       |
| 9.    | «Білий танець»           | 3:13       |
| 10.   | «Тік-так»                | 3:12       |
| 37:38 |                          |            |

| Бонус-відео CD видання | Бонус-відео CD видання       | Бонус-відео CD видання |
| #                      | Назва                        | Тривалість             |
| ---------------------- | ---------------------------- | ---------------------- |
| 11.                    | «Гаряча і гірка» (відеокліп) |                        |

| Бонус-треки перевидання | Бонус-треки перевидання           | Бонус-треки перевидання |
| #                       | Назва                             | Тривалість              |
| ----------------------- | --------------------------------- | ----------------------- |
| 11.                     | «Гаряча і гірка» (ремікс)         |                         |
| 12.                     | «Що ти знаєш про дівчат» (ремікс) |                         |

| Бонус-відео перевидання | Бонус-відео перевидання              | Бонус-відео перевидання |
| #                       | Назва                                | Тривалість              |
| ----------------------- | ------------------------------------ | ----------------------- |
| 13.                     | «Гаряча і гірка» (відеокліп)         |                         |
| 14.                     | «Що ти знаєш про дівчат» (відеокліп) |                         |
| 15.                     | «Сльози» (відеокліп)                 |                         |

## Відгуки
| Альбом вийшов мелодійний і романтичний, з цікавими текстами, до яких варто прислухатися та інтерпретувати по-своєму[5]. |
| В цій музиці є щось від французького шансону, від львівського романсу. Всі оці звуки нанесені на сучасне звучання гітар, клавішних та ударних[6]. |

## Учасники запису
- Юлія Міщенко — спів;
- Сергій Глушко — гітара;
- Віктор Окремов — бас-гітара;
- Сергій Добрянський — ударні;
- Володимир Григорович — клавішні (сесійно).